# Список птахів Італії
Це список видів птахів, зареєстрованих в Італії. За даними Avibase, орнітофауна Італії включала загалом 570 видів, зареєстрованих у дикій природі до серпня 2021 року. З цих видів 13 були завезені людиною, один винищено, а ще чотири не зареєстровані з 1950 року. Один вид є гіпотетичним, а статус іншого не визначений.
Позначки
- (A) Випадковий - вид, який рідко або випадково зустрічається в Італії, також називається бродячим
- (I) Інтродукований - вид, завезений людьми прямо чи опосередковано в Італію, який має самоокупну популяцію
- (H) Гіпотетичний – вид, про який повідомлялося, але не підтверджено
- (S) Статус невизначений - вид, статус якого не визначено

## Гусеподібні
Родина Качкові (Anatidae)
- Гуска біла, Anser caerulescens (A)
- Гуска сіра, Anser anser
- Гуска білолоба, Anser albifrons
- Гуска мала, Anser erythropus (A) (vulnerable)
- Гуменник великий, Anser fabalis (A)
- Anser serrirostris, Anser serrirostris
- Гуменник короткодзьобий, Anser brachyrhynchus (A)
- Казарка чорна, Branta bernicla (A)
- Казарка білощока, Branta leucopsis (A)
- Казарка мала, Branta hutchinsii (H)
- Казарка канадська, Branta canadensis
- Казарка червоновола, Branta ruficollis (vulnerable)
- Лебідь-шипун, Cygnus olor (I)
- Лебідь чорнодзьобий, Cygnus columbianus
- Лебідь-кликун, Cygnus cygnus
- Гуска єгипетська, Alopochen aegyptiaca (A)
- Огар, Tadorna ferruginea
- Галагаз звичайний, Tadorna tadorna
- Каролінка, Aix sponsa (I)
- Мандаринка, Aix galericulata
- Sibirionetta formosa, Sibirionetta formosa (A) (vulnerable)
- Чирянка велика, Spatula querquedula
- Чирянка блакитнокрила, Spatula discors (A)
- Широконіска, Spatula clypeata
- Нерозень, Mareca strepera
- Свищ, Mareca penelope
- Свищ американський, Mareca americana (A)
- Крижень, Anas platyrhynchos
- Шилохвіст, Anas acuta
- Чирянка мала, Anas crecca
- Чирянка вузькодзьоба, Marmaronetta angustirostris (A) (vulnerable)
- Чернь червонодзьоба, Netta rufina
- Попелюх довгодзьобий, Aythya valisineria (A)
- Попелюх, Aythya ferina (vulnerable)
- Чернь канадська, Aythya collaris (A)
- Чернь білоока, Aythya nyroca (near-threatened)
- Чернь чубата, Aythya fuligula
- Чернь морська, Aythya marila
- Пухівка горбатодзьоба, Somateria spectabilis (A)
- Пухівка звичайна, Somateria mollissima (near-threatened)
- Каменярка, Histrionicus histrionicus (A)
- Турпан, Melanitta fusca (vulnerable)
- Синьга, Melanitta nigra
- Морянка, Clangula hyemalis (vulnerable)
- Гоголь малий, Bucephala albeola (A)
- Гоголь зеленоголовий, Bucephala clangula
- Крех малий, Mergellus albellus
- Крех великий, Mergus merganser
- Крех середній, Mergus serrator
- Савка американська, Oxyura jamaicensis (A)
- Савка, Oxyura leucocephala (endangered)

## Куроподібні
Родина Фазанові (Phasianidae)
- Орябок, Tetrastes bonasia
- Куріпка тундрова, Lagopus muta
- Глушець, Tetrao urogallus
- Тетерук,  Lyrurus tetrix
- Куріпка сіра, Perdix perdix
- Фазан звичайний, Phasianus colchicus (I)
- Турач туркменський, Francolinus francolinus (I) (extirpated)[1]
- Перепілка звичайна, Coturnix coturnix
- Кеклик берберійський, Alectoris barbara
- Кеклик червононогий, Alectoris rufa
- Кеклик європейський, Alectoris graeca (near-threatened)
- Турач суданський, Pternistis erckelii (I)

## Фламінгоподібні
Родина Фламінгові (Phoenicopteridae)
- Фламінго рожевий, Phoenicopterus roseus

## Пірникозоподібні
Родина Пірникозові (Podicipedidae)
- Пірникоза мала, Tachybaptus ruficollis
- Пірникоза червоношия, Podiceps auritus (vulnerable)
- Пірникоза сірощока, Podiceps grisegena
- Пірникоза велика, Podiceps cristatus
- Пірникоза чорношия, Podiceps nigricollis

## Голубоподібні
Родина Голубові (Columbidae)
- Голуб сизий, Columba livia
- Голуб-синяк, Columba oenas
- Припутень, Columba palumbus
- Горлиця звичайна, Streptopelia turtur (vulnerable)
- Горлиця велика, Streptopelia orientalis (A)
- Горлиця садова, Streptopelia decaocto
- Горлиця мала, Streptopelia senegalensis

## Рябкоподібні
Родина Рябкові (Pteroclidae)
- Саджа звичайна, Syrrhaptes paradoxus (A)
- Рябок білочеревий, Pterocles alchata (A, probably extirpated)
- Рябок сенегальський, Pterocles senegallus (A)

## Дрохвоподібні
Родина Дрохвові (Otididae)
- Дрохва, Otis tarda (A) (vulnerable)
- Джек, Chlamydotis undulata (A)
- Джек східний, Chlamydotis macqueenii (A) (vulnerable)
- Хохітва, Tetrax tetrax (near-threatened)

## Зозулеподібні
Родина Зозулеві (Cuculidae)
- Зозуля чубата, Clamator glandarius
- Кукліло північний, Coccyzus americanus (A)
- Кукліло чорнодзьобий, Coccyzus erythropthalmus (A; not recorded since before 1950)
- Зозуля звичайна, Cuculus canorus

## Дрімлюгоподібні
Родина Дрімлюгові (Caprimulgidae)
- Дрімлюга іспанський, Caprimulgus ruficollis (A)
- Дрімлюга звичайний, Caprimulgus europaeus
- Дрімлюга буланий, Caprimulgus aegyptius (A)

## Серпокрильцеподібні
Родина Серпокрильцеві (Apodidae)
- Серпокрилець білочеревий, Apus melba
- Серпокрилець чорний, Apus apus
- Серпокрилець блідий, Apus pallidus
- Серпокрилець малий, Apus affinis (A)
- Серпокрилець білогузий, Apus caffer (A)

## Журавлеподібні
Родина Пастушкові (Rallidae)
- Пастушок, Rallus aquaticus
- Деркач, Crex crex
- Погонич звичайний, Porzana porzana
- Курочка водяна, Gallinula chloropus
- Лиска, Fulica atra
- Лиска африканська, Fulica cristata (A)
- Султанка африканська, Porphyrio alleni (A)
- Султанка американська, Porphyrio martinica (A)
- Султанка пурпурова, Porphyrio porphyrio
- Султанка зеленоспинна, Porphyrio madagascariensis (A)
- Погонич буроголовий, Aenigmatolimnas marginalis (A)
- Погонич малий, Zapornia parva
- Погонич-крихітка, Zapornia pusilla

Родина Журавлеві (Gruidae)
- Журавель степовий, Anthropoides virgo (A)
- Журавель сірий, Grus grus

## Сивкоподібні
Родина Лежневі (Burhinidae)
- Лежень, Burhinus oedicnemus

Родина Чоботарові (Recurvirostridae)
- Кулик-довгоніг, Himantopus himantopus
- Чоботар, Recurvirostra avosetta

Родина Куликосорокові (Haematopodidae)
- Кулик-сорока, Haematopus ostralegus (near-threatened)

Родина Сивкові (Charadriidae)
- Сивка морська, Pluvialis squatarola
- Сивка звичайна, Pluvialis apricaria
- Сивка американська, Pluvialis dominica (A)
- Сивка бурокрила, Pluvialis fulva (A)
- Чайка, Vanellus vanellus (near-threatened)
- Чайка шпорова, Vanellus spinosus (A)
- Чайка степова, Vanellus gregarius (A) (critically endangered)
- Чайка білохвоста, Vanellus leucurus (A)
- Пісочник монгольський, Charadrius mongolus (A)
- Пісочник товстодзьобий, Charadrius leschenaultii (A)
- Пісочник каспійський, Charadrius asiaticus (A)
- Пісочник-пастух, Charadrius pecuarius (A; не фіксувався після 1950)
- Пісочник морський, Charadrius alexandrinus
- Пісочник великий, Charadrius hiaticula
- Пісочник малий, Charadrius dubius
- Хрустан, Charadrius morinellus

Родина Баранцеві (Scolopacidae)
- Бартрамія, Bartramia longicauda (A)
- Кульон середній, Numenius phaeopus
- Кульон тонкодзьобий, Numenius tenuirostris (A) (critically endangered)
- Кульон великий, Numenius arquata (near-threatened)
- Грицик малий, Limosa lapponica (near-threatened)
- Грицик великий, Limosa limosa (near-threatened)
- Крем'яшник звичайний, Arenaria interpres
- Побережник ісландський, Calidris canutus (near-threatened)
- Брижач, Calidris pugnax
- Побережник болотяний, Calidris falcinellus
- Побережник червоногрудий, Calidris ferruginea (near-threatened)
- Побережник білохвостий, Calidris temminckii
- Побережник рудоголовий, Calidris ruficollis (A) (near-threatened)
- Побережник білий, Calidris alba
- Побережник чорногрудий, Calidris alpina
- Побережник морський, Calidris maritima (A)
- Побережник канадський, Calidris bairdii (A)
- Побережник малий, Calidris minuta
- Побережник-крихітка, Calidris minutilla (A)
- Побережник білогрудий, Calidris fuscicollis (A)
- Жовтоволик, Calidris subruficollis (A) (near-threatened)
- Побережник арктичний, Calidris melanotos
- Неголь довгодзьобий, Limnodromus scolopaceus (A)
- Баранець малий, Lymnocryptes minimus
- Слуква, Scolopax rusticola
- Баранець великий, Gallinago media (near-threatened)
- Баранець звичайний, Gallinago gallinago
- Баранець азійський, Gallinago stenura (A)
- Мородунка, Xenus cinereus
- Плавунець довгодзьобий, Phalaropus tricolor (A)
- Плавунець круглодзьобий, Phalaropus lobatus
- Плавунець плоскодзьобий, Phalaropus fulicarius (A)
- Набережник, Actitis hypoleucos
- Набережник плямистий, Actitis macularia (A)
- Коловодник лісовий, Tringa ochropus
- Коловодник чорний, Tringa erythropus
- Коловодник великий, Tringa nebularia
- Коловодник американський, Tringa semipalmata (A)
- Коловодник жовтоногий, Tringa flavipes (A)
- Коловодник ставковий, Tringa stagnatilis
- Коловодник болотяний, Tringa glareola
- Коловодник звичайний, Tringa totanus

Родина Триперсткові (Turnicidae)
- Триперстка африканська, Turnix sylvaticus (Extirpated; not recorded since before 1950)

Родина Дерихвостові (Glareolidae)
- Бігунець пустельний, Cursorius cursor (A)
- Дерихвіст лучний, Glareola pratincola
- Дерихвіст степовий, Glareola nordmanni (A) (near-threatened)

Родина Поморникові (Stercorariidae)
- Поморник великий, Stercorarius skua
- Поморник середній, Stercorarius pomarinus
- Поморник короткохвостий, Stercorarius parasiticus
- Поморник довгохвостий, Stercorarius longicaudus

Родина Алькові (Alcidae)
- Люрик, Alle alle (A)
- Кайра тонкодзьоба, Uria aalge (A)
- Кайра товстодзьоба, Uria lomvia (A)
- Гагарка, Alca torda (near-threatened)
- Іпатка атлантична, Fratercula arctica (vulnerable)

Родина Мартинові (Laridae)
- Мартин трипалий, Rissa tridactyla (vulnerable)
- Мартин білий, Pagophila eburnea (A) (near-threatened)
- Мартин вилохвостий, Xema sabini (A)
- Мартин тонкодзьобий, Chroicocephalus genei
- Мартин сіроголовий, Chroicocephalus cirrocephalus (A)
- Мартин звичайний, Chroicocephalus ridibundus
- Мартин малий, Hydrocoloeus minutus
- Мартин рожевий, Rhodostethia rosea (A)
- Мартин карибський, Leucophaeus atricilla (A)
- Мартин ставковий, Leucophaeus pipixcan (A)
- Мартин середземноморський, Ichthyaetus melanocephalus
- Мартин каспійський, Ichthyaetus ichthyaetus (A)
- Мартин сіроногий, Ichthyaetus audouinii
- Мартин сизий, Larus canus
- Мартин делаверський, Larus delawarensis (A)
- Мартин сріблястий, Larus argentatus
- Мартин скельний, Larus michahellis
- Мартин жовтоногий, Larus cachinnans
- Мартин гренландський, Larus glaucoides (A)
- Мартин чорнокрилий, Larus fuscus
- Мартин полярний, Larus hyperboreus (A)
- Мартин морський, Larus marinus
- Крячок строкатий, Onychoprion fuscatus (A; not recorded since before 1950)
- Крячок малий, Sternula albifrons
- Крячок чорнодзьобий, Gelochelidon nilotica
- Крячок каспійський, Hydroprogne caspia
- Крячок чорний, Chlidonias niger
- Крячок білокрилий, Chlidonias leucopterus
- Крячок білощокий, Chlidonias hybrida
- Крячок рожевий, Sterna dougallii (A)
- Крячок річковий, Sterna hirundo
- Крячок полярний, Sterna paradisaea (A)
- Крячок рябодзьобий, Thalasseus sandvicensis
- Крячок бенгальський, Thalasseus bengalensis (V)

## Гагароподібні
Родина Гагарові (Gaviidae)
- Гагара червоношия, Gavia stellata
- Гагара чорношия, Gavia arctica
- Гагара полярна, Gavia immer
- Гагара білодзьоба, Gavia adamsii (A) (near-threatened)

## Буревісникоподібні
Родина Альбатросові (Diomedeidae)
- Альбатрос смугастодзьобий, Thalassarche chlororhynchos (A)
- Альбатрос чорнобровий, Thalassarche melanophris (A)
- Альбатрос мандрівний, Diomedea exulans (A)

Родина Океанникові (Oceanitidae)
- Океанник Вільсона, Oceanites oceanicus (A)

Родина Качуркові (Hydrobatidae)
- Качурка морська, Hydrobates pelagicus
- Качурка північна, Hydrobates leucorhous (A) (vulnerable)
- Качурка вилохвоста, Hydrobates monorhis (A) (near-threatened)

Родина Буревісникові (Procellariidae)
- Macronectes giganteus, Macronectes giganteus (A)
- Буревісник кочівний, Fulmarus glacialis (A)
- Пінтадо, Daption capense (A)
- Бульверія тонкодзьоба, Bulweria bulwerii (A)
- Буревісник середземноморський, Calonectris diomedea
- Буревісник великий, Ardenna gravis (A)
- Буревісник сивий, Ardenna griseus (A) (near-threatened)
- Буревісник східний, Puffinus yelkouan
- Буревісник балеарський, Puffinus mauretanicus (A) (critically endangered)
- Буревісник канарський, Puffinus baroli (A)

## Лелекоподібні
Родина Лелекові (Ciconiidae)
- Лелека чорний, Ciconia nigra
- Лелека білий, Ciconia ciconia

## Сулоподібні
Родина Сулові (Sulidae)
- Сула білочерева, Sula leucogaster (A)
- Сула атлантична, Morus bassanus

Родина Бакланові (Phalacrocoracidae)
- Баклан малий, Microcarbo pygmeus
- Баклан великий, Phalacrocorax carbo
- Баклан чубатий, Gulosus aristotelis

## Пеліканоподібні
Родина Пеліканові (Pelecanidae)
- Пелікан рожевий, Pelecanus onocrotalus (A)
- Пелікан африканський, Pelecanus rufescens (A)
- Пелікан кучерявий, Pelecanus crispus (A) (near-threatened)

Родина Чаплеві (Ardeidae)
- Бугай, Botaurus stellaris
- Бугайчик, Ixobrychus minutus
- Бугайчик амурський, Ixobrychus eurhythmus (A)
- Чапля сіра, Ardea cinerea
- Чапля руда, Ardea purpurea
- Чепура велика, Ardea alba
- Чепура середня, Ardea intermedia (A)
- Чепура мала, Egretta garzetta
- Чапля рифова, Egretta gularis (A)
- Чепура чорна, Egretta ardesiaca (A)
- Чапля єгипетська, Bubulcus ibis
- Чапля жовта, Ardeola ralloides
- Чапля зелена, Butorides virescens (A)
- Чапля мангрова, Butorides striata (A)
- Квак, Nycticorax nycticorax

Родина Ібісові (Threskiornithidae)
- Коровайка, Plegadis falcinellus
- Ібіс священний, Threskiornis aethiopicus (I)
- Ібіс-лисоголов марокканський, Geronticus eremita (I) (endangered)
- Косар, Platalea leucorodia

## Яструбоподібні
Родина Скопові (Pandionidae)
- Скопа, Pandion haliaetus

Родина Яструбові (Accipitridae)
- Шуліка чорноплечий, Elanus caeruleus (A)
- Ягнятник, Gypaetus barbatus (near-threatened)
- Стерв'ятник, Neophron percnopterus (endangered)
- Осоїд, Pernis apivorus
- Осоїд чубатий, Pernis ptilorhynchus (A)
- Гриф чорний, Aegypius monachus (A) (near-threatened)
- Сип плямистий, Gyps rueppelli (A) (critically endangered)
- Сип білоголовий, Gyps fulvus
- Змієїд, Circaetus gallicus
- Підорлик малий, Clanga pomarina
- Підорлик великий, Clanga clanga (vulnerable)
- Орел-карлик, Hieraaetus pennatus
- Орел рудий, Aquila rapax (A) (vulnerable)
- Орел степовий, Aquila nipalensis (A) (endangered)
- Могильник іспанський, Aquila adalberti (A) (vulnerable)
- Могильник східний, Aquila heliaca (A) (vulnerable)
- Беркут, Aquila chrysaetos
- Орел-карлик яструбиний, Aquila fasciata
- Лунь очеретяний, Circus aeruginosus
- Лунь польовий, Circus cyaneus
- Лунь степовий, Circus macrourus (near-threatened)
- Лунь лучний, Circus pygargus
- Яструб коротконогий, Accipiter brevipes (A)
- Яструб малий, Accipiter nisus
- Яструб великий, Accipiter gentilis
- Шуліка рудий, Milvus milvus (near-threatened)
- Шуліка чорний, Milvus migrans
- Орлан-білохвіст, Haliaeetus albicilla
- Зимняк, Buteo lagopus
- Канюк звичайний, Buteo buteo
- Канюк степовий, Buteo rufinus

## Совоподібні
Родина Сипухові (Tytonidae)
- Сипуха, Tyto alba

Родина Совові (Strigidae)
- Совка, Otus scops
- Пугач звичайний, Bubo bubo
- Сичик-горобець євразійський, Glaucidium passerinum
- Сич хатній, Athene noctua
- Сова сіра, Strix aluco
- Сова довгохвоста, Strix uralensis
- Сова вухата, Asio otus
- Сова болотяна, Asio flammeus
- Сич волохатий, Aegolius funereus

## Bucerotiformes
Родина Одудові (Upupidae)
- Одуд, Upupa epops

## Сиворакшоподібні
Родина Рибалочкові (Alcedinidae)
- Рибалочка блакитний, Alcedo atthis
- Рибалочка строкатий, Ceryle rudis (A)

Родина Бджолоїдкові (Meropidae)
- Бджолоїдка зелена, Merops persicus (A)
- Бджолоїдка звичайна, Merops apiaster

Родина Сиворакшові (Coraciidae)
- Сиворакша, Coracias garrulus

## Дятлоподібні
Родина Дятлові (Picidae)
- Крутиголовка, Jynx torquilla
- Дятел трипалий, Picoides tridactylus
- Дятел середній, Dendrocoptes medius
- Дятел білоспинний, Dendrocopos leucotos
- Дятел звичайний, Dendrocopos major
- Дятел малий, Dryobates minor
- Жовна сива, Picus canus
- Жовна зелена, Picus viridis
- Жовна чорна, Dryocopus martius

## Соколоподібні
Родина Соколові (Falconidae)
- Боривітер степовий, Falco naumanni
- Боривітер звичайний, Falco tinnunculus
- Кібчик, Falco vespertinus (near-threatened)
- Кібчик амурський, Falco amurensis (A)
- Підсоколик Елеонори, Falco eleonorae
- Підсоколик сірий, Falco concolor (A) (vulnerable)
- Підсоколик малий, Falco columbarius
- Підсоколик великий, Falco subbuteo
- Ланер, Falco biarmicus
- Балабан, Falco cherrug (endangered)
- Сапсан, Falco peregrinus

## Папугоподібні
Родина Psittaculidae
- Папуга Крамера, Psittacula krameri (I)

Родина Папугові (Psittacidae)
- Калита сіроволий, Myiopsitta monachus (I)

## Горобцеподібні
Родина Віреонові (Vireonidae)
- Віреон червоноокий, Vireo olivaceus (A)

Родина Вивільгові (Oriolidae)
- Вивільга звичайна, Oriolus oriolus

Родина Сорокопудові (Laniidae)
- Сорокопуд терновий, Lanius collurio
- Lanius phoenicuroides(інші мови), Lanius phoenicuroides (A)
- Сорокопуд рудохвостий, Lanius isabellinus (A)
- Сорокопуд сибірський, Lanius cristatus (A)
- Сорокопуд сірий, Lanius excubitor
- Сорокопуд чорнолобий, Lanius minor
- Сорокопуд білолобий, Lanius nubicus (A)
- Сорокопуд червоноголовий, Lanius senator

Родина Воронові (Corvidae)
- Сойка, Garrulus glandarius
- Сорока звичайна, Pica pica
- Горіхівка, Nucifraga caryocatactes
- Галка червонодзьоба, Pyrrhocorax pyrrhocorax
- Галка альпійська, Pyrrhocorax graculus
- Галка, Corvus monedula
- Грак, Corvus frugilegus
- Ворона чорна, Corvus corone
- Ворона сіра, Corvus cornix
- Крук строкатий, Corvus albus (A)
- Крук пустельний, Corvus ruficollis (A)
- Крук, Corvus corax

Родина Синицеві (Paridae)
- Синиця чорна, Periparus ater
- Синиця чубата, Lophophanes cristatus
- Гаїчка середземноморська, Poecile lugubris (A; не спостерігалася після 1950 року)
- Гаїчка болотяна, Poecile palustris
- Гаїчка-пухляк, Poecile montana
- Синиця блакитна, Cyanistes caeruleus
- Синиця канарська, Cyanistes teneriffae
- Синиця велика, Parus major

Родина Ремезові (Remizidae)
- Ремез, Remiz pendulinus

Родина Жайворонкові (Alaudidae)
- Пікір великий, Alaemon alaudipes (A)
- Жайворонок вохристий, Ammomanes cincturus (A)
- Жайворонок рогатий, Eremophila alpestris
- Жайворонок малий, Calandrella brachydactyla
- Жайворонок двоплямистий, Melanocorypha bimaculata (A)
- Жайворонок степовий, Melanocorypha calandra
- Жайворонок чорний, Melanocorypha yeltoniensis (A)
- Жайворонок-серподзьоб, Chersophilus duponti (A) (near-threatened)
- Жайворонок лісовий, Lullula arborea
- Жайворонок білокрилий, Alauda leucoptera (A)
- Жайворонок польовий, Alauda arvensis
- Посмітюха, Galerida cristata

Родина Вусатосиницеві (Panuridae)
- Синиця вусата, Panurus biarmicus

Родина Тамікові (Cisticolidae)
- Таміка віялохвоста, Cisticola juncidis

Родина Очеретянкові (Acrocephalidae)
- Берестянка мала, Iduna caligata (A)
- Берестянка південна, Iduna rama (A)
- Берестянка бліда, Iduna pallida (A)
- Берестянка західна, Iduna opaca (A)
- Берестянка оливкова, Hippolais olivetorum (A)
- Берестянка багатоголоса, Hippolais polyglotta
- Берестянка звичайна, Hippolais icterina
- Очеретянка прудка, Acrocephalus paludicola  (vulnerable)
- Очеретянка тонкодзьоба, Acrocephalus melanopogon
- Очеретянка лучна, Acrocephalus schoenobaenus
- Очеретянка індійська, Acrocephalus agricola
- Очеретянка садова, Acrocephalus dumetorum (A)
- Очеретянка чагарникова, Acrocephalus palustris
- Очеретянка ставкова, Acrocephalus scirpaceus
- Очеретянка велика, Acrocephalus arundinaceus

Родина Кобилочкові (Locustellidae)
- Кобилочка річкова, Locustella fluviatilis (A)
- Кобилочка солов'їна, Locustella luscinioides
- Кобилочка-цвіркун, Locustella naevia

Родина Ластівкові (Hirundinidae)
- Ластівка берегова, Riparia riparia
- Ластівка скельна, Ptyonoprogne rupestris
- Ластівка сільська, Hirundo rustica
- Ластівка даурська, Cecropis daurica
- Ластівка міська, Delichon urbicum

Родина Вівчарикові (Phylloscopidae)
- Вівчарик жовтобровий, Phylloscopus sibilatrix
- Вівчарик світлочеревий, Phylloscopus bonelli
- Вівчарик золотогузий, Phylloscopus orientalis (A)
- Вівчарик лісовий, Phylloscopus inornatus
- Вівчарик алтайський, Phylloscopus humei (A)
- Вівчарик золотомушковий, Phylloscopus proregulus (A)
- Вівчарик товстодзьобий, Phylloscopus schwarzi (A)
- Вівчарик бурий, Phylloscopus fuscatus (A)
- Вівчарик весняний, Phylloscopus trochilus
- Вівчарик-ковалик, Phylloscopus collybita
- Вівчарик іберійський, Phylloscopus ibericus (A)
- Вівчарик зелений, Phylloscopus trochiloides (A)
- Вівчарик шелюговий, Phylloscopus borealis (A)

Родина Вертункові (Scotocercidae)
- Очеретянка середземноморська, Cettia cetti

Родина Довгохвостосиницеві (Aegithalidae)
- Синиця довгохвоста, Aegithalos caudatus

Родина Кропив'янкові (Sylviidae)
- Кропив'янка чорноголова, Sylvia atricapilla
- Кропив'янка садова, Sylvia borin
- Кропив'янка рябогруда, Curruca nisoria
- Кропив'янка прудка, Curruca curruca
- Кропив'янка співоча, Curruca hortensis
- Кропив'янка товстодзьоба, Curruca crassirostris (A)
- Кропив'янка африканська, Curruca deserti (A)
- Кропив'янка пустельна, Curruca nana (A)
- Кропив'янка алжирська, Curruca deserticola (A)
- Кропив'янка біловуса, Curruca mystacea (A)
- Кропив'янка Рюпеля, Curruca ruppeli (A)
- Кропив'янка кіпрська, Curruca melanothorax (A)
- Кропив'янка середземноморська, Curruca melanocephala
- Кропив'янка південноєвропейська, Curruca subalpina
- Кропив'янка берберійська, Curruca iberiae
- Кропив'янка червоновола, Curruca cantillans
- Кропив'янка сіра, Curruca communis
- Кропив'янка піренейська, Curruca conspicillata
- Кропив'янка сардинська, Curruca sarda
- Кропив'янка прованська, Curruca undata (near-threatened)

Родина Суторові (Paradoxornithidae)
- Сутора бура, Sinosuthora webbiana (I)
- Сутора рудокрила, Sinosuthora alphonsiana (I)

Родина Leiothrichidae
- Мезія жовтогорла, Leiothrix lutea (I)

Родина Золотомушкові (Regulidae)
- Золотомушка жовточуба, Regulus regulus
- Золотомушка червоночуба, Regulus ignicapilla

Родина Стінолазові (Tichodromidae)
- Стінолаз, Tichodroma muraria

Родина Підкоришникові (Certhiidae)
- Підкоришник звичайний, Certhia familiaris
- Підкоришник короткопалий, Certhia brachydactyla

Родина Воловоочкові (Troglodytidae)
- Волове очко, Troglodytes troglodytes

Родина Пронуркові (Cinclidae)
- Пронурок, Cinclus cinclus

Родина Шпакові (Sturnidae)
- Шпак звичайний, Sturnus vulgaris
- Sturnus unicolor, Sturnus unicolor
- Шпак рожевий, Pastor roseus

Родина Дроздові (Turdidae)
- Квічаль тайговий, Zoothera aurea (A)
- Квічаль строкатий, Zoothera dauma (A)
- Дрізд-короткодзьоб малий, Catharus minimus (A)
- Дрізд-короткодзьоб Свенсона, Catharus ustulatus (A)
- Дрізд-короткодзьоб плямистоволий, Catharus guttatus (A)
- Квічаль сибірський, Geokichla sibirica (A)
- Дрізд-омелюх, Turdus viscivorus
- Дрізд співочий, Turdus philomelos
- Дрізд білобровий, Turdus iliacus (near-threatened)
- Дрізд чорний, Turdus merula
- Дрізд вузькобровий, Turdus obscurus (A)
- Чикотень, Turdus pilaris
- Дрізд гірський, Turdus torquatus
- Дрізд чорноволий, Turdus atrogularis (A)
- Дрізд рудоволий, Turdus ruficollis (A)
- Дрізд темний, Turdus eunomus (A)
- Дрізд Наумана, Turdus naumanni (A)

Родина Мухоловкові (Muscicapidae)
- Мухоловка сіра, Muscicapa striata
- Соловейко рудохвостий, Cercotrichas galactotes
- Вільшанка, Erithacus rubecula
- Соловейко білогорлий, Irania gutturalis (A)
- Соловейко східний, Luscinia luscinia
- Соловейко західний, Luscinia megarhynchos
- Синьошийка, Luscinia svecica
- Соловейко червоногорлий, Calliope calliope (A)
- Синьохвіст тайговий, Tarsiger cyanurus (A)
- Мухоловка тайгова, Ficedula mugimaki (A)
- Мухоловка мала, Ficedula parva
- Мухоловка кавказька, Ficedula semitorquata
- Мухоловка строката, Ficedula hypoleuca
- Мухоловка атласька, Ficedula speculigera (A)
- Мухоловка білошия, Ficedula albicollis
- Горихвістка алжирська, Phoenicurus moussieri (A)
- Горихвістка звичайна, Phoenicurus phoenicurus
- Горихвістка чорна, Phoenicurus ochruros
- Скеляр строкатий, Monticola saxatilis
- Скеляр синій, Monticola solitarius
- Трав'янка лучна, Saxicola rubetra
- Трав'янка європейська, Saxicola rubicola
- Трав'янка білошия, Saxicola maurus (A)
- Трав'янка чорна, Saxicola caprata (A)
- Кам'янка звичайна, Oenanthe oenanthe
- Кам'янка попеляста, Oenanthe isabellina (A)
- Кам'янка пустельна, Oenanthe deserti (A)
- Кам'янка лиса, Oenanthe pleschanka (A)
- Кам'янка іспанська, Oenanthe hispanica
- Кам'янка строката, Oenanthe melanoleuca (A)
- Кам'янка білогуза, Oenanthe leucura
- Oenanthe leucopyga(інші мови), Oenanthe leucopyga (A)

Родина Омелюхові (Bombycillidae)
- Омелюх звичайний, Bombycilla garrulus

Родина Астрильдові (Estrildidae)
- Бенгалик червоний, Amandava amandava (I)

Родина Тинівкові (Prunellidae)
- Тинівка альпійська, Prunella collaris
- Тинівка сибірська, Prunella montanella (A)
- Тинівка чорногорла, Prunella atrogularis (A)
- Тинівка лісова, Prunella modularis

Родина Горобцеві (Passeridae)
- Горобець хатній, Passer domesticus
- Горобець італійський, Passer italiae (vulnerable)
- Горобець чорногрудий, Passer hispaniolensis
- Горобець польовий, Passer montanus
- Горобець скельний, Petronia petronia
- В'юрок сніговий, Montifringilla nivalis

Родина Плискові (Motacillidae)
- Плиска гірська, Motacilla cinerea
- Плиска жовта, Motacilla flava
- Плиска аляскинська, Motacilla tschutschensis (A)
- Плиска жовтоголова, Motacilla citreola
- Плиска біла, Motacilla alba
- Щеврик азійський, Anthus richardi
- Щеврик забайкальський, Anthus godlewskii (A)
- Щеврик польовий, Anthus campestris
- Щеврик лучний, Anthus pratensis (near-threatened)
- Щеврик лісовий, Anthus trivialis
- Щеврик оливковий, Anthus hodgsoni (A)
- Щеврик червоногрудий, Anthus cervinus
- Щеврик гірський, Anthus spinoletta
- Щеврик острівний, Anthus petrosus (A)
- Щеврик американський, Anthus rubescens (A)

Родина В'юркові (Fringillidae)
- Зяблик, Fringilla coelebs
- В'юрок, Fringilla montifringilla
- Костогриз, Coccothraustes coccothraustes
- Чечевиця звичайна, Carpodacus erythrinus
- Смеречник, Pinicola enucleator (A)
- Снігур, Pyrrhula pyrrhula
- Bucanetes githagineus(інші мови), Bucanetes githagineus (A)
- Зеленяк, Chloris chloris
- Чечітка гірська, Linaria flavirostris (A)
- Коноплянка, Linaria cannabina
- Чечітка звичайна, Acanthis flammea
- Чечітка мала, Acanthis cabaret
- Шишкар сосновий, Loxia pytyopsittacus (A)
- Шишкар ялиновий, Loxia curvirostra
- Шишкар білокрилий, Loxia leucoptera (A)
- Щиглик, Carduelis carduelis
- Serinus citrinella, Serinus citrinella
- Serinus corsicanus(інші мови), Serinus corsicanus
- Щедрик, Serinus serinus
- Чиж, Spinus spinus

Родина Подорожникові (Calcariidae)
- Подорожник лапландський, Calcarius lapponicus
- Пуночка, Plectrophenax nivalis

Родина Вівсянкові (Emberizidae)
- Вівсянка чорноголова, Emberiza melanocephala
- Вівсянка рудоголова, Emberiza bruniceps (A)
- Просянка, Emberiza calandra
- Вівсянка гірська, Emberiza cia
- Вівсянка городня, Emberiza cirlus
- Вівсянка звичайна, Emberiza citrinella
- Вівсянка білоголова, Emberiza leucocephalos
- Вівсянка садова, Emberiza hortulana
- Вівсянка сивоголова, Emberiza caesia (A)
- Вівсянка полярна, Emberiza pallasi (A)
- Вівсянка очеретяна, Emberiza schoeniclus
- Вівсянка лучна, Emberiza aureola (A) (critically endangered)
- Вівсянка-крихітка, Emberiza pusilla (A)
- Вівсянка-ремез, Emberiza rustica (A) (vulnerable)

Родина Passerellidae
- Вівсянка рябогруда, Passerella iliaca (A)

Родина Трупіалові (Icteridae)
- Гоглу, Dolichonyx oryzivorus (A)